# 踝肱指数
踝肱指数，又称为踝肱血压指数（Ankle Brachial Pressure Index，ABPI或ABI），是小腿相对于上臂的血压比值。如果小腿血压比上臂低，提示可能有动脉阻塞（周围血管疾病）。ABI是由用脚踝动脉的收缩压除以上臂收缩压计算出来的。

## 方法
计算踝肱指数需要一个超声多普勒血流探测仪和一个血压计（血压袖带型），将血压袖带绑在有问题的动脉近端（即靠近心脏侧）的部位并充气，用超声多普勒探头测量，继续充气直到动脉的搏动停止。然后血压袖带慢慢放气，当超声多普勒探头重新检测到动脉搏动时，这时候得到的血压数值则是所测动脉的收缩压。
在实际评估中，通常会测量左右上臂肱动脉的收缩压，并选择其中数值高的一侧。同样，测量ABI也会选择左右小腿的胫后动脉或足背动脉中数值较高的一侧进行计算。
{\displaystyle ABPI_{Leg}={\frac {P_{Leg}}{P_{Arm}}}}
PLeg是指小腿胫后动脉或足背动脉的收缩压
PArm是指上臂肱动脉的收缩压
踝肱指数测量是一个常用的周围血管疾病的非侵入性评估方法。研究表明利用踝肱指数检测经血管造影确诊的下肢大动脉严重狭窄（狭窄程度>50%）的敏感性为90%，特异性为98%。
然而，踝肱指数存在下列已知问题：
- 踝肱指数对存在动脉钙化（血管硬化）的患者的测量结果不可靠[4]，动脉硬化会导致脚踝血压测量值虚假地升高，从而导致假阴性的出现[5]。这种情况经常发生在糖尿病患者[6]（大约有41% 的周围血管疾病患者有糖尿病[7]）、肾功能衰竭或重度吸烟者。
- 测量踝肱指数非常耗时[8]。
- 静息踝肱指数值对检测轻度的周围血管疾病不敏感[9]，有时需要在让患者在跑步机运动6分钟后在进行测试，以增加测量的灵敏度[10]。但是，这种方法对肥胖或并发有主动脉瘤的患者并不适合，而且也会增加评估的时间。
- 踝肱指数测量缺乏标准化的规程[11]，这会减低研究者 本身的观测信度[12]。
- 测量踝肱指数需要有经验的人员，以得到一致、准确的结果[13]。

这些问题使得踝肱指数测量在一般体检中很少被使用。但是，技术的革新可以生产出测量下肢和上臂血压的专门校准示波模块，从而对血压值进行同步读数， 通过示波法血压计算踝肱指数成为可能。目前已经有几个厂家将类似的产品投放市场中。利用示波系统来测量踝肱指数的主要优势在于，它规范了踝肱指数的方法并使得所有医生都可以对患者的踝肱指数进行测量。

## 结果的解读
正常人脚踝处的血压值应该会比肘部的血压值稍高。如果踝肱指数的数值大于0.9则认为是正常的（即没有患周围动脉阻塞性疾病）。
然而，如果踝肱指数大于1.3也被认为是不正常的，这种情况提示可能有动脉壁钙化和血管硬化，可能是严重的周围血管疾病的表现。
在没有其他可以显著影响下肢动脉的条件下，下列的踝肱指数值可以用于预测周围动脉阻塞性疾病的严重程度，并对腿部溃疡的病程和处理进行评估：
| 踝肱指数    | 释义     | 需要采取的行动                                                             |
| ----------- | -------- | -------------------------------------------------------------------------- |
| 1.0 - 1.40  | 正常范围 | 无需                                                                       |
| 0.91 - 0.99 | 界限值   | 寻找并改变（导致周围动脉阻塞性疾病的）危险因素                             |
| ≤ 0.90      | 动脉疾病 | 戒烟、抗血小板和抗血栓治疗（如阿司匹林每日75-325毫克或氯吡格雷每日75毫克） |

## 预测动脉粥样硬化的病死率
在2006年的研究表明，不正常的踝肱指数可能是动脉粥样硬化病死率的独立预测指标，因为它反映了患者动脉粥样硬化的负担情况。